# Robert Rowland
Robert Andrew Rowland (Bowdon, 28 febbraio 1966 – Bahamas, 23 gennaio 2021) è stato un politico britannico, membro del Parlamento europeo dal 2014 al 2020 per il Partito della Brexit.

## Biografia
Sposato con tre figli e una figlia, prestò servizio per tre anni presso la RAF University Air Squadron. Nel 1988 iniziò a lavorare nel settore bancario e degli investimenti. Ha lavorato a New York e Londra, anche in posizioni manageriali in fondi speculativi. Fu impiegato presso Soros Funds Limited di George Soros e Odey Asset Management di Crispin Odey, nonché amministratore delegato di Lazard Asset Management. Nel 2012 assunse la direzione di Cheyne Capital, mantenendo tale incarico fino al 2014, quando decise di fondare e dirigere Bowdon Capital. Diventò anche direttore dell'organizzazione sociale Ticket for Troops.
Nel 2019, fu coinvolto nell'attività politica nell'ambito del Partito della Brexit. Nello stesso anno, fu eletto al Parlamento europeo nella IX legislatura dall'elenco di questo gruppo.
È deceduto nel gennaio 2021 alle Bahamas all'età di 54 anni per annegamento, a seguito di un incidente occorsogli durante un'immersione subacquea .